# Antoniotto Usodimare
Antoniotto Usodimare (* 1415 in Genua; † ca. 1461 bzw. nach anderen Angaben * 1425; † 1494) war ein italienischer Seefahrer, der im Dienste Portugals mit Alvise Cadamosto den Gambia-Fluss erkundete.

## Biografie
Als Kaufmann und Angehöriger einer alten genuesischen Patrizierfamilie verließ Antoniotto Usodimare seine Heimatstadt wahrscheinlich aus finanziellen Gründen und kam über Sevilla nach Lissabon, wo sein Wirken ab 1453 belegt ist. In einigen Quellen wird er als Antonio da Noli identifiziert, der wie er aus Ligurien stammte und sich in die Dienste des Infanten Heinrichs des Seefahrers stellte. Diese Gleichsetzung ist in Fachkreisen jedoch umstritten; die Mehrzahl der Quellen geht davon aus, dass es sich um zwei verschiedene Seefahrer handelt: Usodimare hat demnach 1455–1456 gemeinsam mit dem Venezianer Alvise Cadamosto bei zwei Expeditionen an der westafrikanischen Küste und entlang des Gambia die östlichen Kapverdischen Inseln und den Bissagos-Archipel entdeckt, während Antonio da Noli die daraufhin erfolgte, systematische Erschließung der Kapverdischen Inseln 1458–1462 zugeschrieben wird.

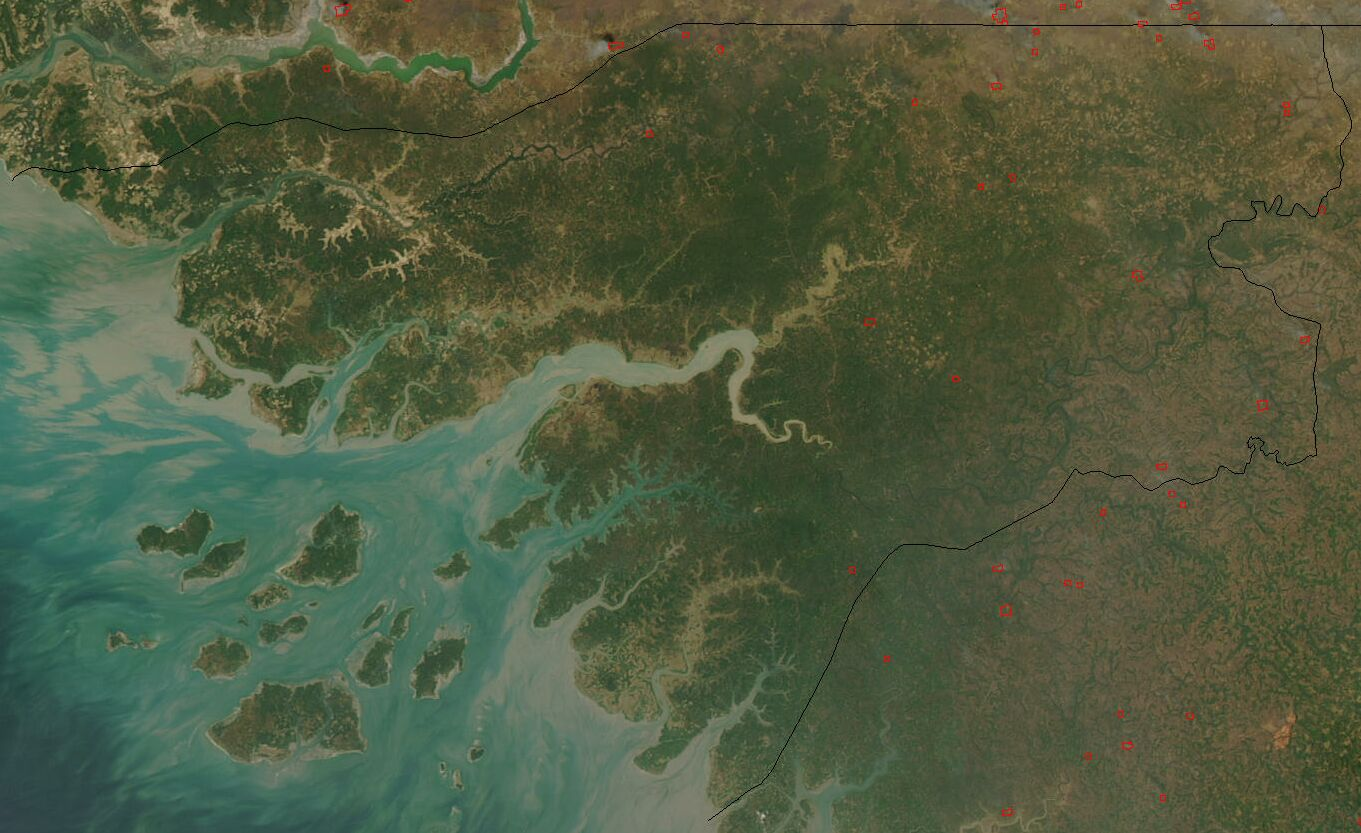
Der Bissagos-Archipel vor der Küste Guinea-Bissaus (Satellitenaufnahme)

Die wichtigste Quelle zum Beleg von Usodimares Person und Name ist der 1507 von Fracanzano da Montalboddo veröffentlichte Reisebericht Cadamostos, in dem der venezianische Seefahrer bestätigt, auf seiner Fahrt in den Süden Usodimare getroffen und mit ihm zwei Erkundungsreisen entlang des Gambia bestritten zu haben. Im Hintergrund dieser gezielten Expeditionen stand Portugals Interesse, sich in dieser Region neue Goldquellen zu erschließen, weitere Rohstoffe wie Elfenbein und Nutzpflanzen zu gewinnen, den Sklavenhandel auszubauen und zur Zurückdrängung des in ganz Westafrika dominierenden Islam christliche Stützpunkte zu errichten. Während der ersten Erkundung entlang des Gambias verloren Cadamosto und Usodimare 1455 vor allem durch den Widerstand der Einheimischen einen Großteil ihrer Besatzungen. 1456 stachen sie im Auftrag Heinrichs des Seefahrers zu einer zweiten, erfolgreicheren Expedition in See. Auf dem Weg zum Gambia verschlug sie ein Unwetter auf zwei der östlichen Kapverdischen Inseln (Boa Vista und Santiago), wo sie sich nach einer kurzen Erkundung dank eines reichhaltigen Fisch- und Vogelvorkommens mit Proviant eindeckten und dann an ihr eigentliches Ziel weitersegelten. Es gelang ihnen, den Gambia 97 Kilometer (60 Meilen) flussaufwärts zu fahren und einen gewinnbringenden Kontakt mit Batti Mansa, den ihnen freundlich gesinnten König von Baddibu, zu knüpfen. Ein Brief Usodimares an seine Auftraggeber vom 12. Dezember 1455 bestätigt dabei den Erwerb von Goldstaub, Elfenbein, Sklaven, Papageien und Moschus. Die erschwerten klimatischen Bedingungen sowie ein erneuter Verlust zahlreicher Seeleute aufgrund von Erkrankungen zwangen Cadamosto und Usodimare schließlich nach zwei Wochen zur Abreise.
Vor der Rückkehr nach Portugal segelten sie zuvor südlich entlang der Küste von Guinea-Bissau bis ein wenig südlich des Kap Mesurados (im heutigen Liberia). Dabei entdeckten sie die Bissagos-Inseln und die Mündungen einiger Flüsse (Rio Santa Anna, Rio San Domingo, Rio Geba und Rio Grande de Buba).
Zum Gedenken an Usodimare taufte die italienische Marine im Zweiten Weltkrieg einen Zerstörer auf den Namen Antoniotto Usodimare. Dieser wurde am 8. Juni 1942 von dem italienischen U-Boot Alagi versehentlich versenkt.